# Caridina laoagensis
Caridina laoagensis е вид десетоного от семейство Atyidae. Видът не е застрашен от изчезване.

## Разпространение и местообитание
Разпространен е във Филипини и Япония.
Обитава сладководни басейни, морета, реки и потоци.